# Aleksandar Šapić
Aleksandar Šapić (in serbo Александар Шапић?; Belgrado, 1º giugno 1978) è un ex pallanuotista e politico serbo, vincitore di due medaglie di bronzo a Sydney 2000 e Pechino 2008, e di una medaglia d'argento ad Atene 2004.
È considerato il miglior cannoniere nella storia della ex Jugoslavia e da molti il miglior giocatore di pallanuoto del mondo di tutti i tempi. Dal 2012 è sindaco del comune di Novi Beograd. Dal 2022 è il sindaco di Belgrado. Ha ricoperto la carica di presidente dei club di pallanuoto della Stella Rossa e del Novi Beograd.

## Carriera di pallanuoto
Cominciò a praticare la pallanuoto nel 1984 presso il club di pallanuoto Vaterpolo klub Crvena zvezda ("Stella Rossa") dove ha attraversato tutte le categorie giovanili. Al club di pallanuoto Partizan passa nel 1991 mentre nel 1992, a 14 anni non compiuti, debutta per la prima squadra del Partizan. Nel 1993 ritorna al club di pallanuoto Stella Rossa per poi nel 1994 proseguire la carriera al club di pallanuoto Bečej. Nel 2001 parte per l’Italia con il club di pallanuoto Camogli da cui, dopo tre stagioni, passa al club di pallanuoto Rari Nantes Savona dove vince ed è  finalista in Coppa Len e finalista in Coppa Italia e Supercoppa Len. Nel 2006 si trasferisce al club di pallanuoto russo Sturm 2002 dove firma il contratto che lo ha reso il giocatore più pagato nella storia della pallanuoto e dove è finalista in Supercoppa Len. Nel 2009 conclude la carriera professionale nella pallanuoto.

### Carriera nei club
Nella ricca carriera con i club ha conquistato 21 trofei di cui nove in campionati nazionali dei quali sei conquistati nella Repubblica Federale Jugoslava, due in Russia ed uno in Italia. È stato nove volte vincitore di coppe nazionali con sette coppe della RSJ vinte e due coppe russe. Ha conquistato il trono della Lega dei Campioni una volta oltre a due medaglie nella coppa LEN.
Nel periodo dal 1996 al 2009 ha conquistato 14 titoli consecutivi della Marcatori Lega, sei in RSJ, cinque in Italia e tre in Russia.
Durante la carriera nei club ha segnato 1.694 goal di cui il numero maggiore di questi, addirittura 924, segnati per i club nella Repubblica Socialista Jugoslava. Nella lega italiana ha fatto rete 494 volte ed in Russia 276.

### Club
- 9 campionati nazionali - della RSJ: 6, russi: 2,  italiani: 1
- 9 coppe nazionali - della RSJ: 7, russi: 2
- 2 Coppe LEN (Savona, Sturm)
- 1 Coppe dei Campioni (Becej)
- 1 Supercoppa Europea  (Partizan)
- 1 Coppa delle Coppe (Partizan)
- 1 Coppa Comen  (Camogli)

### 14 titoli consecutivi della Marcatori Lega: 1996 - 2009
- 6 volte RSJ
- 5 volte italiana
- 3 volte russa

### Numero dei goal segnati
- RSJ (Stella Rossa, Becej) - 924
- Italia (Camogli, Rari Nantes Savona) – 494
- Russia (Sturm 2002) - 276

## Carriera in Nazionale
Si è presentato la prima volta nel dicembre 1995, diciassettenne, per la Nazionale della Jugoslavia dove ha giocato fino al 2008. All’inizio della sua carriera nazionale con la squadra della Jugoslavia ha conquistato due Campionati europei juniores nel 1995 ad Esslingen così come nel 1996 a Istanbul. In entrambe le partite è stato dichiarato il miglior giocatore e cannoniere.
La prima grande partita dove ha partecipato a 18 anni per la nazionale jugoslava è stata in occasione delle Olimpiadi ad Atlanta nel 1996. È uno dei pochi atleti di squadra jugoslavi che ha partecipato quattro volte ai giochi olimpici conquistando una medaglia d’argento e due di bronzo.
Con la Nazionale di Jugoslavia, di Serbia e Montenegro e poi di Serbia ha partecipato a 22 manifestazioni sportive, ha conquistato 20 medaglie di cui cinque ai Campionati europei, quattro ai Mondiali e tre alle Olimpiadi. Ha conquistato due volte le medaglie più brillanti alla Coppa Mondiale, alle partite della Word League ha conquistato in tutto cinque medaglie come anche l’oro ai Giochi del Mediterraneo tenuti nel 1997 a Bari.
Alla selezione nazionale ha segnato 981 goal, due volte è stato proclamato il miglior cannoniere dei Giochi Olimpici, quattro volte il miglior cannoniere ai Campionati Mondiali e quattro volte il miglior cannoniere ai Campionati Europei. Alle partite della World League è stato quattro volte il miglior cannoniere mentre ha conseguito questo titolo due volte alla Coppa Mondiale.
Atleta nella storia dello sport serbo di maggior successo e tra i più premiati, ha segnato nel corso della carriera il numero mai raggiunto di 2.675 goal. È stato il miglior cannoniere di tutti i tempi nella regione della ex Jugoslavia.

### Campionati Mondiali
- 1998 - Bronzo – miglior cannoniere del campionato – Squadra ideale CM
- 2001 - Argento – miglior cannoniere del campionato – Squadra ideale CM
- 2003 – Bronzo – miglior cannoniere del campionato
- 2005 - Oro - miglior giocatore e cannoniere del campionato – Squadra ideale CM
- 2007 - 4º posto

### Campionati Europei
- 1997 - Argento
- 2001 - Oro - miglior cannoniere del campionato – Squadra ideale CE
- 2003 - Oro - miglior cannoniere del campionato – Squadra ideale CE
- 2006 - Oro - miglior cannoniere del campionato – Squadra ideale CE
- 2008 - Argento - miglior cannoniere del campionato

### Olimpiadi
- 1996 - 8º posto
- 2000 - Bronzo - miglior cannoniere del campionato – Squadra ideale O
- 2004 - Argento - miglior cannoniere del campionato – Squadra ideale O
- 2008 – Bronzo

### World League
- 2004 - Argento - miglior cannoniere del campionato
- 2005 - Oro - miglior cannoniere del campionato
- 2006 – Oro
- 2007 - Oro - miglior cannoniere del campionato
- 2008 - Oro - miglior cannoniere del campionato

### Coppa Mondiale
- 2002 - Bronzo - miglior cannoniere del campionato
- 2005 – Oro - miglior cannoniere del campionato

### Giochi Mediterranei
- 1997 - Oro

### Numero dei goal segnati
- Nazionale (Repubblica Socialista Jugoslava, Serbia e Montenegro, Serbia) - 981
- Totale goal nella carriera – 2675

### Miglior cannoniere
- 2 volte miglior cannoniere dei Giochi Olimpici GO
- 4 volte miglior cannoniere del Campionato Mondiale CM
- 4 volte miglior cannoniere del Campionato Mondiale CM
- 4 volte miglior cannoniere della World League WL
- 2 volte miglior cannoniere della Coppa Mondiale CM

### Squadra ideale
- 8 volte scelto per la Squadra ideale (GO, CM, CE)

## Organizzazioni sportive
Accanto al successo nella carriera di pallanuoto ha contribuito allo sport serbo attraverso l’impegno nelle organizzazioni sportive. È stato presidente del club di pallanuoto Stella Rossa dal 2003 al 2004.
Al termine della carriera da giocatore nel club italiano Rari Nantes Savona, per lo stesso club continua a svolgere la funzione di manager sportivo per il Campionato Europeo nel periodo dal 2006 al 2014.

## Riconoscimenti e premi
Grazie alla carriera sportiva eccezionale ha ricevuto moltissimi riconoscimenti sportivi e sociali; tra l’altro, nel 2000 è stato proclamato atleta dell’anno della Provincia Autonoma di Vojvodina.
Ha avuto l’onore di essere decorato due volte con l’Ordine di Nemanja di primo grado per il merito di aver rappresentato il paese ed i suoi cittadini, la prima volta nel 2001 e quindi nel 2004.
Il premio per il miglior atleta scelto dal Comitato olimpico di Serbia e Montenegro lo ha ricevuto nel 2004 mentre un anno più tardi, nel 2005, è stato premiato con l'Oktobarska nagrada della Città di Belgrado.
Per più di un decennio è stato considerato uno dei migliori giocatori ma nel 2005 è stato ufficialmente proclamato il miglior giocatore di pallanuoto del mondo.
Il più importante riconoscimento sportivo e sociale, „il premio di Maggio“, che la Federazione sportiva serba tradizionalmente ogni anno conferisce agli atleti, alle associazioni sportive ed ai professionisti che con i propri risultati hanno distinto la storia dello sport serbo e con questo contributo ad affermare la Serbia nel mondo, gli è stato conferito nel 2008.
Nel 2010 è stato dichiarato, scelto da FINA, il terzo miglior atleta del 21 secolo.
Nell’ottobre 2016 gli è stato consegnato il riconoscimento per il contributo allo sviluppo ed al lavoro dell’Accademia sportiva quale premio per lo studente di maggior successo dalla fondazione di questa istituzione.

## Formazione
Laureato nel 2003 ha conseguito il Master nel 2009 ed il Dottorato nel 2012 nel campo del management industriale.

## Lavoro umanitario
È fondatore della Fondazione umanitaria „Budi human“ che è stata istituita il 9 aprile 2014. La Fondazione „Budi human“ si occupa di raccogliere risorse per l’aiuto a bambini, adulti, istituti ed associazioni sul territorio della Serbia.
La Fondazione „Budi human“ si è affermata molto velocemente dopo l’istituzione come una delle più credibili fondazioni umanitarie nella regione che ha per scopo quello di assicurare le terapie indispensabili prima di tutto ai bambini.
Dall’istituzione ad oggi attraverso la fondazione umanitaria „Budi human“ sono stati raccolti diversi milioni di euro grazie a cui un grande numero di utenti della fondazione ha potuto disporre dell’assistenza sanitaria indispensabile o usufruire di cure adeguate. Nel febbraio 2016 ha messo all’asta tutte le medaglie conquistate nella carriera da giocatore attraverso il sito della fondazione umanitaria „Budi human“ e tutto il denaro ricavato sarà speso per le cure e le terapie degli utenti della fondazione.
Ha ricevuto grandi riconoscimenti per il lavoro di utilità sociale ed umanitario. Molte istituzioni nel paese hanno espresso riconoscenza per tutto quanto fatto nell’ambito del lavoro umanitario come atleta attivo ma anche per il lavoro umanitario di cui si è occupato in modo più intenso e responsabile al termine della carriera da giocatore.

## Carriera politica
È stato assistente del sindaco della Città di Belgrado dal 2009 al 2012. Come sindaco del comune di Novi Beograd è stato scelto alle elezioni 2012 e rieletto alle elezioni 2016. Anche oggi è l’attuale sindaco del più grande comune della Città di Belgrado. Dal 2022 è il  sindaco di Belgrado.

## Vita privata
Coniugato è padre di due figli. Vive e lavora a Belgrado. Parla inglese, italiano, e russo.

## Altre attività
Nel film „Quando divento grande sarò canguro“ ("Kad porastem biću kengur") ha recitato la parte di Gangula per la quale molti oggi lo ricordano. Infatti il film, girato nel 2004, è stato un momento importante per la cinematografia serba ed è rimasto popolare tra la gente sino ad oggi. 
Ha inoltre partecipato allo spettacolo umanitario „Ballando con le stelle“.